# أرما (بويوتيا)
أرما (Άρμα) هي بلدة في فويوتيا في مقاطعة كينتريكي إلادا في اليونان.
يبلغ عدد سكانها حوالي 1025 نسمة.